# Bundesverband Breitbandkommunikation
Der Bundesverband Breitbandkommunikation e. V. (BREKO) ist ein deutscher Wirtschaftsverband mit Hauptsitz in Bonn. Zudem verfügt der Verband über Büros in Berlin und Brüssel. Er vertritt die Interessen von mehr als 520 Telekommunikationsunternehmen, die entweder über eine eigene digitale Infrastruktur, insbesondere Glasfasernetze, Sprach- und Datendienste anbieten und im Wettbewerb zur Deutschen Telekom stehen oder als Produktanbieter oder Dienstleistungsunternehmen aktiv sind. Kerngeschäft der ordentlichen Mitgliedsunternehmen ist der Glasfaserausbau in Deutschland. Weiterhin gehören dem BREKO assoziierte Mitglieder (z. B. Hardware-Hersteller, Beratungsunternehmen) an, die den Verband und seine Mitglieder fördern, aber keine originären Mitgliederrechte besitzen.

## Ziele und Tätigkeit
Als Glasfaserverband setzt sich der Bundesverband Breitbandkommunikation e.V. (BREKO) für den Wettbewerb im deutschen Telekommunikationsmarkt ein. Seine Mitglieder bauen und betreiben Glasfasernetze und zeichnen aktuell für ca. 60 Prozent des Ausbaus von Glasfaseranschlüssen bis in die Gebäude und Wohnungen verantwortlich. Die im Verband organisierten Telekommunikations-Netzbetreiber versorgen sowohl Ballungsräume als auch ländliche Gebiete mit zukunftssicheren Glasfaseranschlüssen. Dazu haben sie im Jahr 2023 4,8 Mrd. Euro investiert. Der Interessenverband vertritt die Anliegen seiner Mitglieder gegenüber der Bundesregierung, dem Gesetzgeber, der Europäischen Kommission, der Bundesnetzagentur, den Landesregierungen und Ministerien in den Bundesländern, den Kommunen und kommunalen Spitzenverbänden sowie der interessierten Öffentlichkeit. Er hat sich zum Ziel gesetzt,
- faire Wettbewerbsbedingungen im Telekommunikationsmarkt zu sichern;
- den Wettbewerb zu stärken
- die wirtschaftliche Tätigkeit seiner Mitglieder zu fördern.[3][4]

Die inhaltliche Verbandsarbeit erfolgt durch die drei Geschäftsstellen sowie die folgenden Arbeitskreise:
- Der älteste und zentrale Arbeitskreis ist der AK Regulierung und Strategie, geleitet von Andreas Hühn, (EWE TEL).
- Der zweite bedeutende Arbeitskreis ist der AK Technik, seit seiner Gründung im Jahr 2009 geleitet von Frank Brech (EnBW).
- Seit 2010 existiert der AK Glasfaser, ab 2020 AK Glasfaser, Innovationen und Dienste, geleitet von Steffen Müller (Vitroconnect GmbH).[5]
- 2022 kam der AK Öffentlichkeitsarbeit hinzu, der von Hendrik Westendorff (Thüringer Netkom) und Katrin Löwendorf (Eurofiber Netz GmbH) geleitet wird.

Der Verband verfügt über insgesamt zehn Landesgruppen, die die Arbeit des BREKO in den Bundesländern unterstützen. 2018 hat sich der BREKO dazu entschlossen, die Zusammenarbeit der im Verband organisierten Netzbetreiber mit den politischen Entscheidungsträgern in den Bundesländern und Regionen zu fördern. In diesem Zuge wählen die regional tätigen Netzbetreiber Landesgruppensprecher, die die BREKO-Positionen nach außen vertreten und gemeinsam mit politischen Entscheidungsträgern Konzepte für die Beschleunigung des Glasfaserausbaus in der jeweiligen Region entwickeln.
Daneben wurde 2010 die BREKO Einkaufsgemeinschaft (BREKO EG) und 2015 die BREKO Servicegesellschaft gegründet. Die BREKO EG unter der Leitung von Geschäftsführer Jürgen Magull übernimmt dabei die Aufgabe, die Nachfrage der in der Einkaufsgemeinschaft organisierten BREKO-Mitglieder zu bündeln und dadurch Vorleistungen zu günstigeren Konditionen einzukaufen. Die BREKO Servicegesellschaft dient ihrerseits dazu, Fachveranstaltungen im Bereich der Informations- und Telekommunikationstechnik wie die jährliche Glasfasermesse Fiberdays zu organisieren.
Den Verband kennzeichnet eine wiederholt harte Kritik an der Telekom. Er vereint die große Mehrzahl an Konkurrenten der Deutschen Telekom. So kritisiert der BREKO wiederholt den sogenannten Überbau bestehender Glasfasernetze. Laut einem Gutachten des Wissenschaftlichen Instituts für Infrastruktur- und Kommunikationsdienste (WIK) im Auftrag des Bundesministeriums für Digitales und Verkehr liegt Überbau dann vor, wenn ein Unternehmen zusätzlich zu einer bestehenden Glasfaserinfrastruktur bis zum Endkunden eines anderen Unternehmens eine weitere Glasfaserinfrastruktur bis zum Endkunden errichtet. Die Studie des WIK kommt zu dem Schluss, dass sich zwei oder mehr Glasfasernetze nur in sehr wenigen Regionen wirtschaftlich nebeneinander betreiben lassen und dass ein Überbau von Glasfasernetzen – oder dessen Ankündigung – dann problematisch ist, wenn dies durch ein marktbeherrschendes Unternehmen geschieht. Zudem setzt sich der Verband für einen diskriminierungsfreien, wettbewerbskonformen und verbraucherfreundlichen Wechsel von Kupfer- auf Glasfasernetze ein.

## Mitglieder
Im November sind 525 Unternehmen aus dem Telekommunikationssektor im BREKO vertreten – darunter mehr als 260 Netzbetreiber –, die zusammen etwa 80 % aller Festnetz-Wettbewerber der Deutschen Telekom repräsentieren. Wesentliches Merkmal der ordentlichen Mitglieder ist der Betrieb einer eigenen Glasfaser-Netzinfrastruktur und das Angebot von Telekommunikationsdiensten an Verbraucher und Geschäftskunden. Vertreten sind im BREKO neben größeren, bundesweit tätigen Unternehmen wie 1&1 Versatel, Deutsche Glasfaser, Freenet und Unsere Grüne Glasfaser auch Firmen mit regionaler Ausprägung wie etwa EWE TEL, BITel, NetCologne, Netcom BW, Stadtwerke München, R-KOM und Thüringer Netkom.

## Leitung
Der BREKO wurde am 19. April 1999 gegründet. Die Geschäftsstelle hat ihren Sitz in Bonn. Präsident des Verbandes ist Norbert Westfal (Sprecher der Geschäftsführung der EWE TEL GmbH), Vizepräsidenten sind Karsten Kluge (Geschäftsführer der Thüringer Netkom GmbH) und Alfred Rauscher (Geschäftsführer R-KOM Regensburger Telekommunikationsgesellschaft mbH & Co. KG). Karsten Kluge ist gleichzeitig auch Schatzmeister. Geschäftsführer des BREKO ist Stephan Albers.

## Ähnliche Institutionen
Eine ähnliche Zielsetzung wie der BREKO verfolgen der Verband der Anbieter von Telekommunikations- und Mehrwertdiensten (VATM), und bis zum Eintritt der Telekom, der Bundesverband Glasfaseranschluss (Buglas).
Diese Verbände stehen in Konkurrenz zueinander und kommen vereinzelt bei überschneidenden Interessen zusammen.